# Bogdan Kourinnoi
Bogdan Kourinnoi (ur. 15 grudnia 1993) – szwedzki zapaśnik walczący w stylu klasycznym. Zajął dwunaste miejsce na mistrzostwach świata w 2021. Brązowy medalista mistrzostw Europy w 2020. Mistrz nordycki w 2019 i 2021 roku.